# Károly Dietz
Károly Dietz (ur. 21 lipca 1885 w Sopronie, zm. 9 lipca 1969 w Budapeszcie) – węgierski trener piłkarski.
W latach 1934–1939 był selekcjonerem reprezentacji Węgier. Pierwszy mecz pod jego wodzą reprezentacja rozegrała 7 października 1934 przeciwko Austrii w Budapeszcie na Hungária körúti Stadion i wygrała go 3:1. W 1938 roku prowadził ją podczas mistrzostw świata we Francji. W finale, który został rozegrany 19 czerwca 1938 w Colombes na Stade olympique Yves-du-Manoir, Węgrzy ulegli Włochom 2:4 i zostali wicemistrzami świata. Po raz ostatni reprezentację poprowadził 8 czerwca 1939 w przegranym 1:3 towarzyskim meczu z Włochami rozegranym w Budapeszcie. Był to jego 41. mecz w tej roli.